# Discografia de Dilsinho
A discografia de Dilsinho, um cantor e compositor brasileiro, consiste em três álbum de estúdio, três álbuns ao vivo, quinze singles e nove videoclipes lançados desde o início de sua carreira.
Em 2013, gravou seu primeiro álbum homônimo, que foi lançado em 4 de fevereiro de 2014 e contou com a participação do cantor Mumuzinho e teve singles como "Já Que Você Não Me Quer Mais", "A Vingança" e "Se Prepara". Em outubro de 2015, lançou seu novo single "Se Quiser". Em abril de 2016, lançou como single a música "Trovão". Em junho de 2016, lançou seu segundo álbum denominado O Cara Certo, com participações de Sorriso Maroto, Micael e Turma do Pagode, que conteve singles como "Refém" e "Cansei De Farra". Em janeiro de 2018, lançou o álbum #SML Fora de Curva que contou com todas suas faixas de sucesso, tendo como único single, uma versão intimista de "Piquenique". Em junho, lançou como single "12 Horas". Em julho, lançou "Ioiô", single que contou com a participação da cantora Ivete Sangalo.
No dia 21 de setembro, gravou seu primeiro DVD da carreira intitulado Terra do Nunca que com participações dos artistas Ivete Sangalo, Sorriso Maroto, Ferrugem, Mumuzinho, Léo Santana, Luan Santana, Kevinho e Dennis DJ. Em outubro,  lançou "Péssimo Negócio" como primeiro single do DVD. Em dezembro, foi lançado o EP Terra do Nunca com cinco músicas gravadas ao vivo que estão presentes no DVD que é intitulado com o mesmo nome do EP. Terra do Nunca foi lançado no dia 2 de fevereiro de 2019 com 22 faixas presentes no álbum. Em março, lançou "Controle Remoto" como segundo single do seu DVD. Em junho, gravou no escritório da Vevo em Nova York, o EP Terra do Nunca Acústico, sendo ele lançado no dia 5 de julho, com releituras acústicas de alguns sucessos presentes em seu primeiro DVD Terra do Nunca. Em outubro, lançou seu terceiro álbum de estúdio intitulado Quarto e Sala com nove faixas inéditas. Segundo o cantor, esse álbum foi um esquenta da gravação do seu segundo DVD, Open House Ao Vivo, que apresentou essas músicas e outras novas, sendo lançado em 2020.
Em agosto de 2021 foi lançado seu quarto álbum, Garrafas e Bocas, que foi dividido em quatro partes, sendo cada uma delas gravadas em um bar diferente do Rio de Janeiro, abarcando as quatro regiões cariocas, com o intuito de refletir as realidades dos bares e botecos da cidade durante a pandemia. As três primeiras faixas inéditas são "Porre", "Vizinha" e "Prisioneiro"
No início de 2022, Dilsinho lança em parceria com o grupo Sorriso Maroto o projeto Juntos, que consiste num álbum de 12 faixas inéditas e uma turnê a ser iniciada em abril do mesmo ano.

## Álbuns

### Álbuns de estúdio
| Álbum                       | Detalhes                                                                                           | Vendas        | Certificações  |
| --------------------------- | -------------------------------------------------------------------------------------------------- | ------------- | -------------- |
| Dilsinho                    | - Lançamento: 4 de fevereiro de 2014 - Formatos: CD, download digital - Gravadora: Universal Music |               |                |
| O Cara Certo                | - Lançamento: 10 de junho de 2016 - Formatos: CD, download digital - Gravadora: Sony Music         | - PMB: 80.000 | - PMB: Platina |
| Quarto e Sala               | - Lançamento: 18 de outubro de 2019 - Formatos: CD, download digital - Gravadora: Sony Music       |               |                |
| Garrafas e Bocas            | - Lançamento: 26 de novembro de 2021 - Formatos: CD, download digital - Gravadora: Sony Music      |               |                |
| Juntos (com Sorriso Maroto) | - Lançamento: 20 de janeiro de 2022 - Formatos: CD, download digital - Gravadora: Sony Music       |               |                |

### Álbuns ao vivo
| Álbum                                                   | Detalhes                                                                                       | Vendas         | Certificações     |
| ------------------------------------------------------- | ---------------------------------------------------------------------------------------------- | -------------- | ----------------- |
| #SML Fora de Curva                                      | - Lançamento: 26 de janeiro de 2018 - Formatos: Download digital - Gravadora: Sony Music       |                |                   |
| Terra do Nunca                                          | - Lançamento: 1 de fevereiro de 2019 - Formatos: DVD, download digital - Gravadora: Sony Music | - PMB: 300.000 | - PMB: Diamante   |
| Open House Ao Vivo                                      | - Lançamento: 2020 - Formatos: DVD, download digital - Gravadora: Sony Music                   | - PMB: 160.000 | - PMB: 2× Platina |
| Juntos - Ao Vivo no Rio de Janeiro (com Sorriso Maroto) | - Lançamento: 10 de agosto de 2022 - Formatos: DVD, download digital - Gravadora: Sony Music   |                |                   |
| Diferentão (Ao Vivo)                                    | - Lançamento: 12 de maio de 2023 - Formatos: DVD, download digital - Gravadora: Sony Music     |                |                   |
| Pagode do Diferentão (Ao Vivo)                          | - Lançamento: 10 de julho de 2023 - Formatos: DVD, download digital - Gravadora: Sony Music    |                |                   |
| Diferentão 2 (Ao Vivo)                                  | - Lançamento: 6 de junho de 2024 - Formatos: DVD, download digital - Gravadora: Sony Music     |                |                   |

### Extended plays (EPs)
| Álbuns                  | Detalhes                                                                                   |
| ----------------------- | ------------------------------------------------------------------------------------------ |
| Terra do Nunca          | - Lançamento: 14 de dezembro de 2018 - Formatos : download digital - Gravadora: Sony Music |
| Terra do Nunca Acústico | - Lançamento: 5 de julho de 2019 - Formatos : download digital - Gravadora: Sony Music     |

## Singles

### Como artista principal
| 2014                                                                            | "Já Que Você Não Me Quer Mais"            | 49 |                | Dilsinho                      |
| 2014                                                                            | "A Vingança"                              | 35 |                | Dilsinho                      |
| 2014                                                                            | "Se Prepara"                              | —  |                | Dilsinho                      |
| 2015                                                                            | "Dá Pra Saber" (part. Mumuzinho)          | 47 |                | Dilsinho                      |
| 2015                                                                            | "Se Quiser"                               | —  |                | O Cara Certo                  |
| 2016                                                                            | "Trovão"                                  | 70 | - : Platina    | O Cara Certo                  |
| 2016                                                                            | "Refém"                                   | 60 | - : 2× Platina | O Cara Certo                  |
| 2017                                                                            | "Cansei de Farra"                         | 38 | - : Platina    | O Cara Certo                  |
| 2017                                                                            | "Piquenique"                              | 32 | - : Ouro       | Fora da Curva                 |
| 2018                                                                            | "12 Horas"                                | 19 | - : Platina    | Terra do Nunca                |
| 2018                                                                            | "Ioiô" (part. Ivete Sangalo)              | 48 |                | Terra do Nunca                |
| 2018                                                                            | "Péssimo Negócio"                         | 18 |                | Terra do Nunca                |
| 2019                                                                            | "Controle Remoto"                         | 20 |                | Terra do Nunca                |
| 2019                                                                            | "Pouco a Pouco" (part. Sorriso Maroto)    | 18 |                | Terra do Nunca                |
| 2019                                                                            | "Onze e Pouquinho"                        | 17 |                | Quarto e Sala                 |
| 2020                                                                            | "Deixa Pra Amanhã"                        | 13 |                | Open House Ao Vivo            |
| 2020                                                                            | "Não Vai Embora" (part. Luísa Sonza)      | 83 |                | Não adicionado à nenhum álbum |
| 2020                                                                            | "Misturados"                              | 6  |                | Open House Ao Vivo            |
| 2021                                                                            | "Porre"                                   | 15 |                | Garrafas e Bocas              |
| 2022                                                                            | "Podio" (part. Jorge e Mateus)            | 17 |                | Garrafas e Bocas              |
| 2022                                                                            | "Mensagem Apagada" (part. Sorriso Maroto) | 10 |                | Juntos                        |
| 2022                                                                            | "Me Ensina" part. Paula Fernandes)        | 19 | —              | Casa Filtr 2                  |
| 2022                                                                            | "Quando Eu Te Pegar" (part. Zé Vaqueiro)  | 30 | —              | Casa Filtr 2                  |
| 2022                                                                            | "Duas"                                    | 9  |                | Diferentão                    |
| 2023                                                                            | "Ele ou Eu"                               | 12 |                | Diferentão                    |
| 2023                                                                            | "Diferentão"                              | 29 |                | Diferentão                    |
| "—" denota singles que não entraram nas paradas musicais ou não foram lançados. |                                           |    |                |                               |

### Como artista convidado
| 2016                                                                           | "Kamikase" (Vou Zuar part. Dilsinho)                               | —   | Vou Zuar                      |
| 2017                                                                           | "Paixão no Ar" (Pique Novo part. Dilsinho)                         | —   | Não adicionado a nenhum álbum |
| 2017                                                                           | "Meu Porto Seguro" (Lucas e Orelha part. Dilsinho e Nego do Borel) | —   | Não adicionado a nenhum álbum |
| 2018                                                                           | "Bumbum Covarde" (Dennis DJ part. MC Lan, Dilsinho e Neblina)      | —   | Não adicionado a nenhum álbum |
| 2019                                                                           | "Coração Balada" (Fernando & Sorocaba part. Dilsinho)              | —   | Não adicionado a nenhum álbum |
| 2019                                                                           | "50 Vezes" (Sorriso Maroto part. Dilsinho)                         | 22  | Ao Cubo, Ao Vivo, Em Cores    |
| 2019                                                                           | "Cortesia" (Juan Marcos & Vinicius part. Dilsinho)                 | 26  | Pra Todo Mundo Ver            |
| 2019                                                                           | "Antes e Depois" (Imaginasamba part. Dilsinho)                     | —   | Não adicionado a nenhum álbum |
| 2019                                                                           | "Pézin na Rua" (João Gabriel part. Dilsinho)                       | 55  | No Morro                      |
| 2019                                                                           | "Cabide" (Breno & Caio Cesar part. Dilsinho)                       | 100 | Conexões                      |
| 2019                                                                           | "Estepe" (Márcia Fellipe part. Dilsinho)                           | —   | Não adicionado a nenhum álbum |
| 2019                                                                           | "Boa Sorte" (Paula Mattos part. Dilsinho)                          | 25  | Não adicionado a nenhum álbum |
| 2019                                                                           | "Manda Áudio" (Naiara Azevedo part. Dilsinho)                      | —   | Não adicionado a nenhum álbum |
| 2021                                                                           | "Saudade Né" (MC Kevin O Chris part. Dilsinho)                     | 33  | Não adicionado a nenhum álbum |
| 2022                                                                           | "Trago Seu Amor de Volta" (Pabllo Vittar part. Dilsinho)           | —   | I Am Pabllo                   |
| "—" denota títulos que não entraram nas paradas ou não foram lançados no país. |                                                                    |     |                               |

## Outras aparições
| Título                    | Ano  | Artista             | Álbum                              |
| ------------------------- | ---- | ------------------- | ---------------------------------- |
| "Vem Que Tem"             | 2016 | —                   | Top Samba & Pagode                 |
| "Dá Pra Saber"            | 2016 | Mumuzinho           | Samba + Pagode de Todos os Tempos  |
| "Cupido Cego"             | 2017 | Chininha & Príncipe | Londres, ao Vivo no Rio de Janeiro |
| "O Amor Chegou"           | 2017 | Pinha Presidente    | Pagode do Presidente               |
| "Trago Seu Amor de Volta" | 2018 | Pabllo Vittar       | Não Para Não                       |
| "Confiança"               | 2018 | Mumuzinho           | A Voz do Meu Samba                 |
| "TPM"                     | 2019 | Israel Novaes       | Não adicionado a nenhum álbum      |
| "King Size"               | 2019 | Diego & Victor Hugo | Ao Vivo em Brasília                |
| "Aprende a Terminar"      | 2019 | Wesley Safadão      | Garota Vip                         |

## Composições
| Título                           | Ano  | Gravada por                 | Álbum            |
| -------------------------------- | ---- | --------------------------- | ---------------- |
| "Maluca Pirada"                  | 2012 | Alexandre Pires e Mumuzinho | Eletrosamba      |
| "Aí Que Eu Gosto e Vou Pra Cima" | 2014 | Sorriso Maroto              | Sorriso Eu Gosto |
| "Pra Você Escutar"               | 2014 | Sorriso Maroto              | Sorriso Eu Gosto |
| "Do Outro Lado do Mundo"         | 2014 | Thiago Martins              | Thiago Martins   |
| "Na Beira do Prato"              | 2015 | Bom Gosto e Thiaguinho      | Subúrbio         |
| "Meu Bem"                        | 2015 | Ferrugem                    | Climatizar       |
| "Brincadeira de Fazer Neném"     | 2015 | Nosso Sentimento            | Liberdade        |